# Regionalflughafen
Regionalflughafen (auch „regionaler Verkehrsflughafen“) werden alle Flugplätze genannt, die vom Bundesverkehrsministerium nicht gemäß Luftverkehrsgesetz § 27d als internationale Flugplätze definiert worden sind.

## Begriffsunschärfe

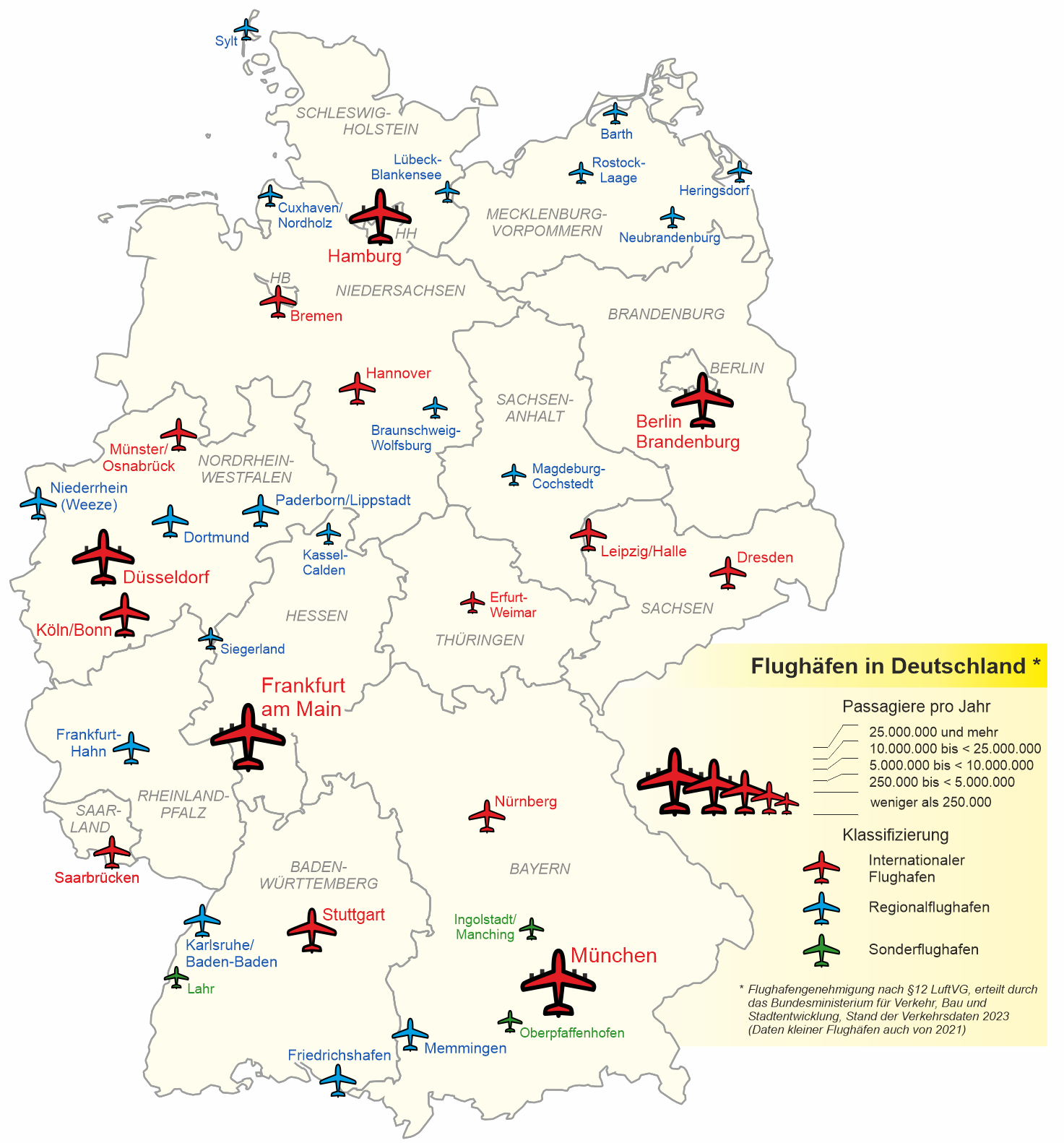
Geografische Verortung der deutschen Flughäfen nach Passagieraufkommen und Kategorie International/Regional/Sonderflughafen

Der Begriff ist rechtlich nicht eindeutig definiert. Die deutschen Luftfahrtbehörden wenden die Bezeichnung rein nach der Genehmigung an. Die 16 Flughäfen, an denen die Flugsicherungsdienste von der Deutschen Flugsicherung erbracht werden, gelten als internationale Verkehrsflughäfen. Die übrigen Plätze mit einer Kontrollzone (Luftraum D) oder einem Luftraum G mit einer Radio Mandatory Zone (RMZ) sind sogenannte Regionalflughäfen.

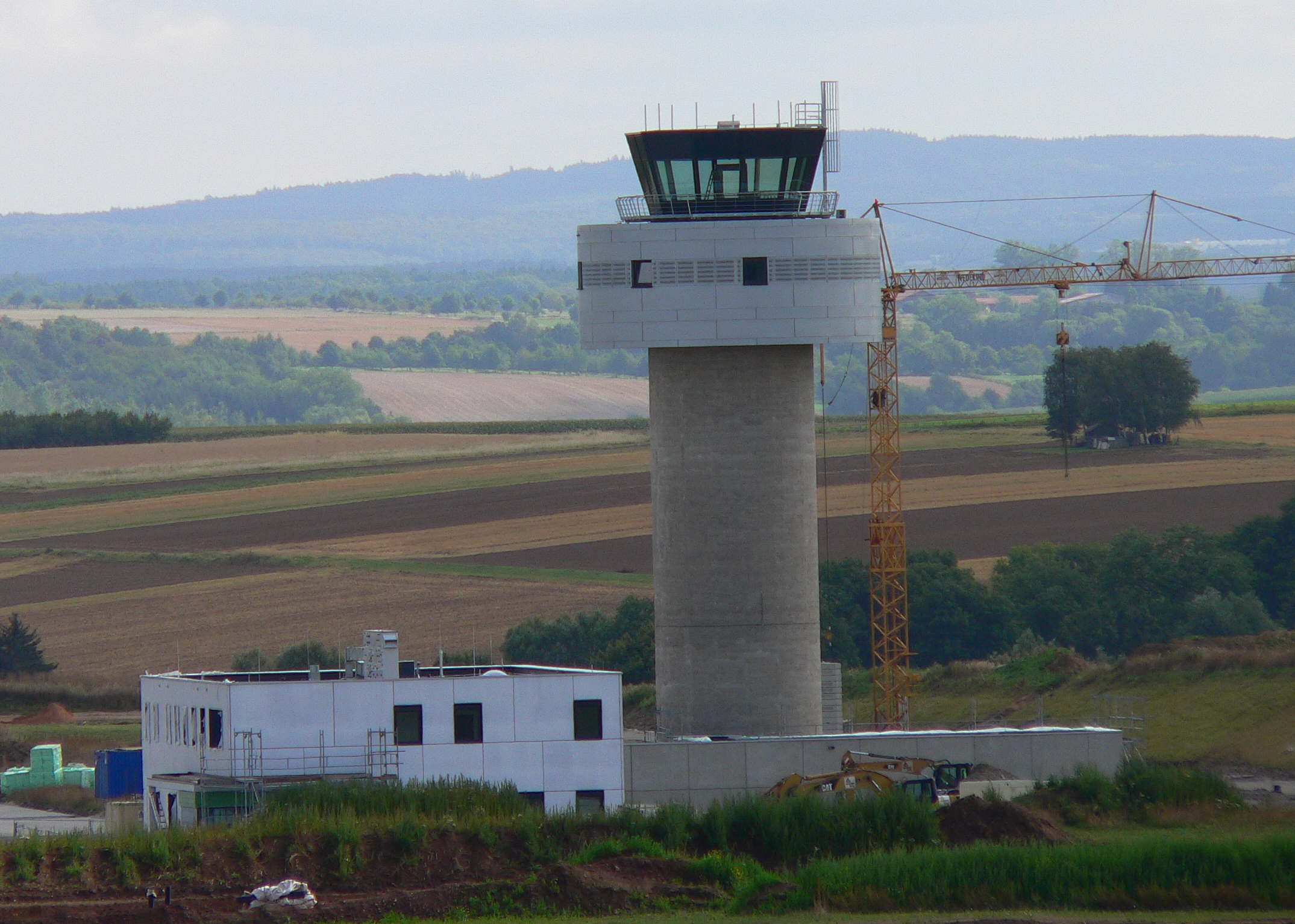
Regionalflughafen Kassel-Calden

Die Arbeitsgemeinschaft Deutscher Verkehrsflughäfen (ADV) legt den Schwerpunkt auf die Zahl der Passagiere und der Starts und Landungen auf einem Flugplatz. Gemessen daran gelten auch Dortmund und Frankfurt-Hahn als internationale Verkehrsflughäfen. Ein Regionalflughafen kann eine Genehmigung als Verkehrslandeplatz oder als Flughafen haben.

## Subventionierte Strukturpolitik
Weil die planungsrechtliche Hoheit für Flughafenprojekte bei den Bundesländern liegt, können Landespolitiker den Ausbau von Regionalflughäfen als Investition für strukturschwache Regionen betreiben, wobei Kritiker bemängeln, dass dabei Prestigedenken oft eine größere Rolle spielt als eine überregionale Infrastrukturplanung.
Die Großflughäfen Frankfurt und München haben sich gegen die subventionierte Konkurrenz durch Regionalflughäfen in der Initiative Luftverkehr zusammengeschlossen.
Generell gelten EU-Beihilfen seit 2014 als „Beitrag zur Verwirklichung eines Ziels von gemeinsamen Interesse“ und damit maximal 10 Jahre lang als förderungswürdig, wenn sie
- Zugangspunkte zum innereuropäischen Flugverkehr schaffen
- der Überlastung des Luftraums an den großen europäischen Luftfahrt-Drehkreuz-Flughäfen entgegenwirken oder
- die regionale Entwicklung begünstigen[3]

Eine von der Umweltorganisation BUND in Auftrag gegebenen Untersuchung zu deutschen Regionalflughäfen unter dem Titel „Ökonomisch und klimapolitisch unverantwortliche Subventionen“ vom „Forum Ökologisch-Soziale Marktwirtschaft“ (FÖS) vorgenommenen Analyse ergibt, dass nur drei von 14 untersuchten Standorten einen verkehrspolitischen Nutzen durch die Anbindung ihrer Region an den internationalen Flugverkehr hätten. Bei den restlichen angebotenen Verbindungen handele es sich fast ausnahmslos um Urlaubsflüge. Die Untersuchung fordert daher die sofortige Schließung der Hälfte der 14 Regionalflughäfen. Untersucht wurden ausgewählte regionale Airports in Deutschland. Die Untersuchung beschäftigt sich mit der Wirtschaftlichkeit, der Bedeutung für die Verkehrsanbindung und der Entwicklung der Passagierzahlen von Flughäfen mit 200.000 bis drei Millionen Fluggästen im Jahr.